# بندر شهید کلانتری

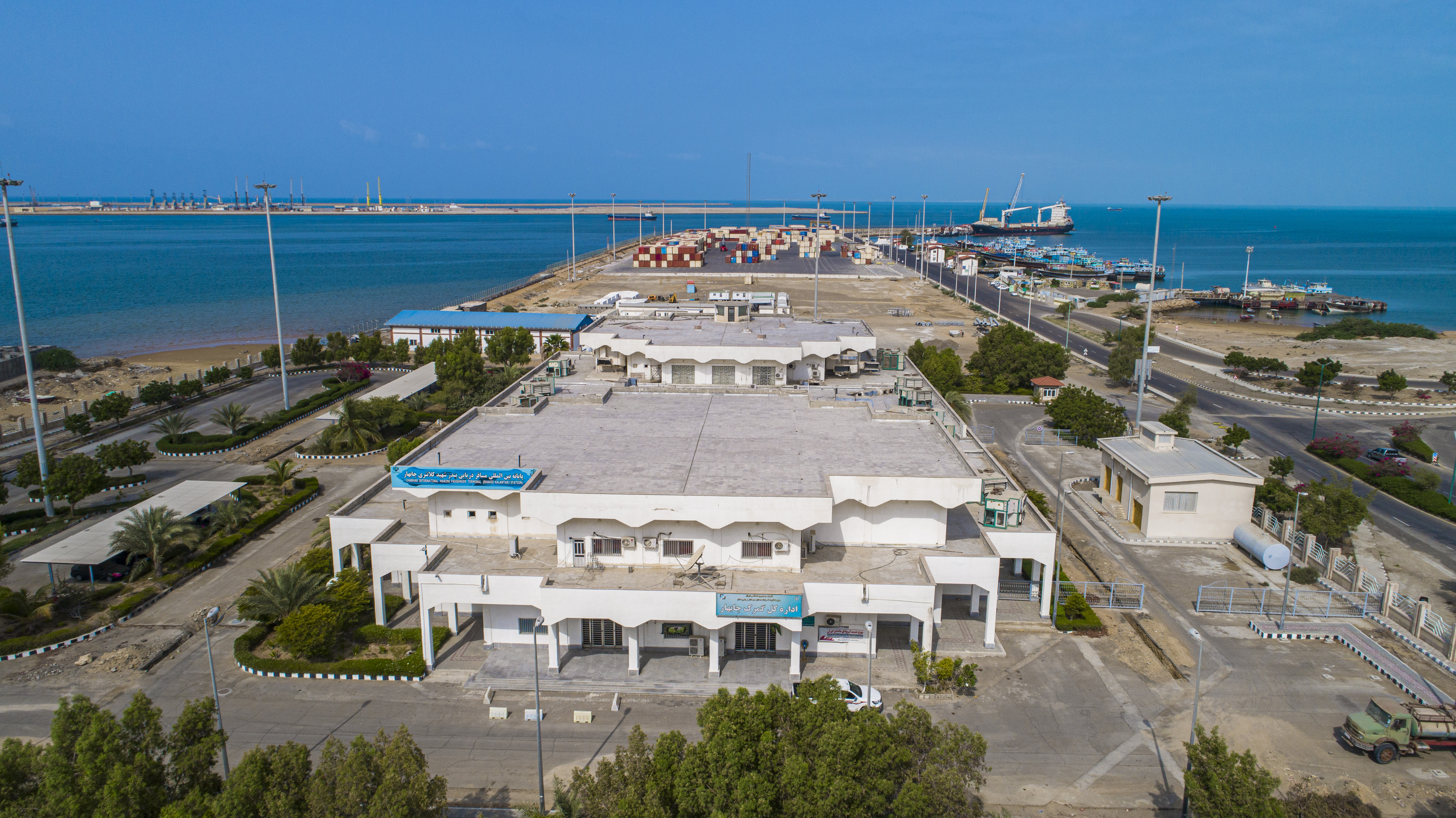
ترمینال مسافربری شهیدکلانتری

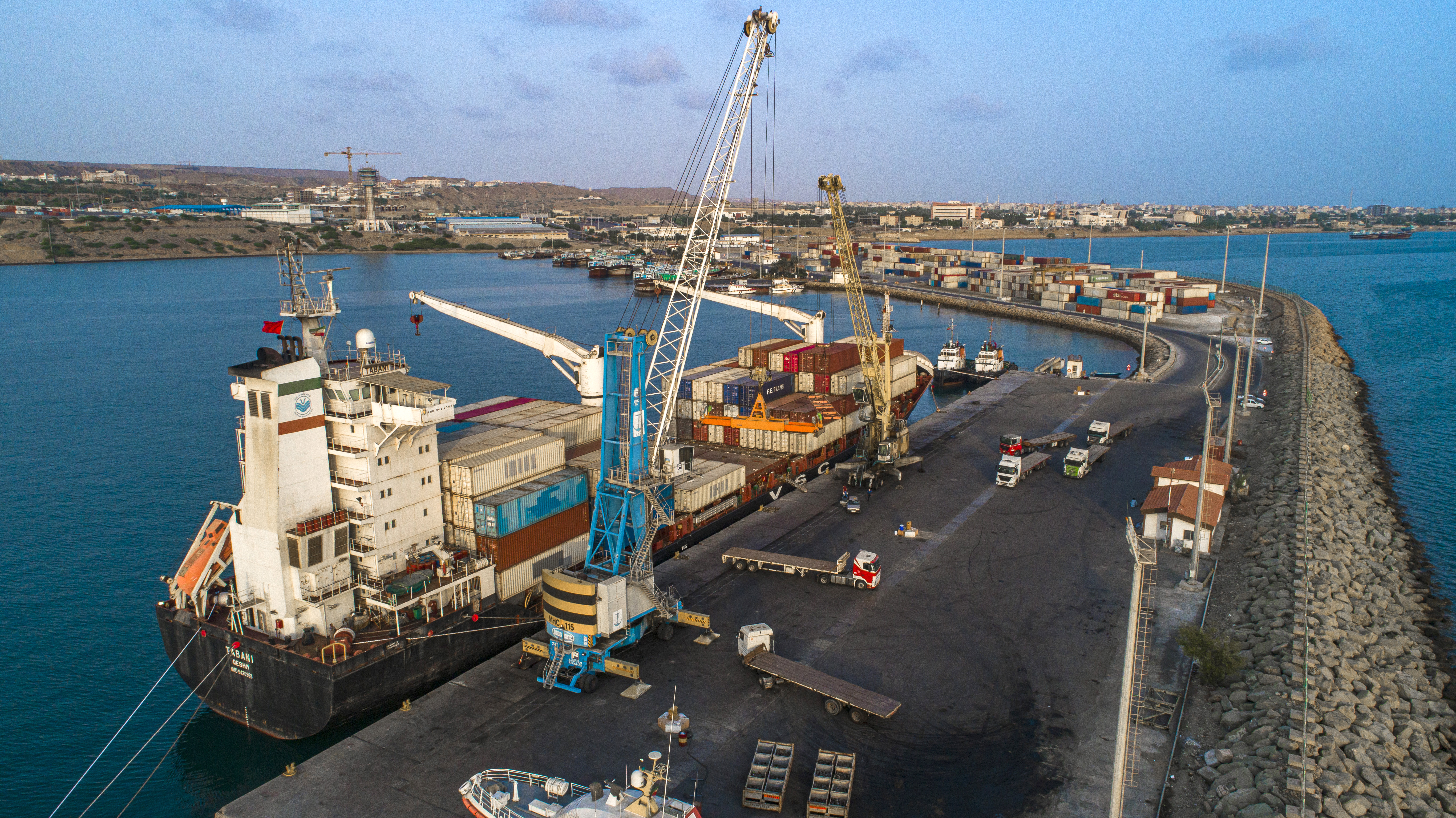
تخلیه و بارگیری بندر شهیدکلانتری

بندر شهید کلانتری در شهرستان چابهار و کرانهٔ دریای عمان و اقیانوس هند واقع شده‌است و از اهمیت بازرگانی و راهبردی خوبی برخوردار است.

## تاریخچه بندر
عملیات اجرایی بندر شهید کلانتری که یکی از دو بندر مهم چابهار می‌باشد، از سال ۶۲ به‌طور جدی آغاز و با تکمیل ۴ پست اسکله فلزی در سال ۶۴ عملاً به بهره‌برداری رسید. بندر شهید کلانتری در سال ۱۳۸۸، دارای مساحت کل ۳۰ هکتار، مساحت محوطه‌های بارانداز ۳۵ هزار مترمربع، مساحت انبارهای مسقف ۳ هزار مترمربع و مساحت محوطه کانتینری ۱۸ هزار و ۵۰۰ مترمربع، پنج اسکله چندمنظوره و کالای عمومی و سه لنج و یک اسکله نظامی از مزایا و ظرفیت‌های زیادی نسبت به دیگر بندرهای ایران برخوردار هستند.

## طرح صنعتی بخش خصوصی در این بندر
در سال ۱۳۸۷ ساخت بزرگ‌ترین طرح صنعتی بخش خصوصی شامل سیلوهای ۱۰۰ و ۵۰ هزار تنی دانه‌های روغنی با همکاری سازمان بنادر و دریانوردی با هزینه ۲۵ میلیارد تومان در بندر شهید کلانتری چابهار آغاز شد.
در این طرح در زمان کمی دانه‌های روغنی، روغن خام و کنجاله پس از وارد شدن به بندر چابهار در کارخانه روغن‌کشی به انواع روغن‌های صنعتی برای دارو و بهداشت و همچنین کنجاله برای خوراک مرغداری‌ها و دامداری‌ها تبدیل می‌گردند. گنجایش اسمی این طرح یک میلیون و ۲۰۰ هزار تن دانه‌های روغنی و ۶۰۰ هزار تن روغن خوراکی است. زمان این قرارداد با اداره کل بنادر و دریانوردی سیستان و بلوچستان ۴۰ سال است. در این طرح برای ۵ هزار تن به‌طور مستقیم و غیرمستقیم اشتغالزایی ایجاد می‌گردد.

## دلایل استراتژیک بودن بندر چابهار
- در ورودی خلیج فارس و مدخل اقیانوس هند از موقعیت جغرافیایی حساس و مناسبی برخوردار است.
- دسترسی مستقیم به اقیانوس هند.
- بیش از ۳۰۰ کیلومتر مرز دریایی و ۵۴۱ کیلومتر نوار ساحلی دارد.
- نزدیکترین فاصله زمینی تا کشورهای افغانستان، پاکستان و آسیای میانه را داشته و ترانزیت کالا از طریق این بندر به مثابه اقتصادی‌ترین بندر برای انجام مبادلات بازرگانی با کمترین هزینه حمل به‌شمار می‌رود.
- بهترین راه ترانشیب کالا به بنادر دیگر خلیج فارس می‌باشد.
- تنها کلید توسعه شرق کشور است.
- فعالیت در خارح از محدوده تنگه هرمز[۲]

## مشخصات اسکله‌های بندر شهید کلانتری
| مکان اسکله   | مکان اسکله  | کاربری        | عمق اسکله (متر) | طول اسکله (متر) | ارتفاع لبه عرشه اسکله از سطح آب نقشه (چارت دیتوم) | فندرها (ضربه گیر) | بولارد (مهاربند) |
| بندر         | شماره اسکله | کاربری        | عمق اسکله (متر) | طول اسکله (متر) | ارتفاع لبه عرشه اسکله از سطح آب نقشه (چارت دیتوم) | فندرها (ضربه گیر) | بولارد (مهاربند) |
| بندر         | شماره اسکله | کاربری        | عمق اسکله (متر) | طول اسکله (متر) | ارتفاع لبه عرشه اسکله از سطح آب نقشه (چارت دیتوم) | تعداد             | تعداد            |
| شهید کلانتری | ۱           | ویژه          | ۲-              | ۴۵              | ۴٫۵                                               | ۲۲                | ۹                |
| شهید کلانتری | ۲           | شناورهای سنتی | ۴-              | ۴۵              | ۴٫۵                                               | ۲۲                | ۹                |
| شهید کلانتری | ۳           | شناورهای سنتی | ۴-              | ۴۵              | ۴٫۵                                               | ۲۲                | ۹                |
| شهید کلانتری | ۴           | سنتی و خدماتی | ۴-              | ۴۵              | ۴٫۵                                               | ۲۲                | ۹                |
| شهید کلانتری | ۵           | کانتینر و فله | ۱۱-             | ۲۳۵             | ۵                                                 | ۴۳                | ۱۶               |

## نمایندگی فعال شرکت‌های کشتیرانی در بندر شهید کلانتری
| ردیف | نام شرکت                            | نوع فعالیت                               |
| ۱    | مسلم چابهار                         | تخلیه، بارگیری، انبارداری (پورت اپراتور) |
| ۲    | شرکت پیشقدم چابهار                  | تامین و پرسنل و تجهیزات                  |
| ۳    | دریا بندر غزال                      | راهبری، تعمیر و نگهداری شناورها          |
| ۴    | تعاونی لنجداران ۵۲۶ چابهار          | امور نمایندگی موتور لنج‌ها                |
| ۵    | تعاونی حمل و نفل دریائی ۱۶۴۶ چابهار | امور نمایندگی موتور لنج‌ها                |
| ۶    | مرجان چابهار                        | راهبری، تعمیر و نگهداری شناورها          |

## فهرست شرکتهای کارگزاری ترابری دریایی فعال دارای مجوز نمایندگی کشتیرانی در بندر چابهار
| ردیف | نام شرکت            |
| ۱    | لنگر طلایی چابهار   |
| ۲    | سپید بندر مکران     |
| ۳    | دریا بندر غزال      |
| ۴    | دریا سان مطلق       |
| ۵    | زورق آبی مکران      |
| ۶    | کشتیرانی هوپاد دریا |
| ۷    | موج همیشه آبی       |
| ۸    | کشتیرانی آتشپا      |

## فهرست شرکتهای بارشماری فعال در بندر چابهار
| ردیف | نام شرکت                     |
| ۱    | مکران پارت منطقه آزاد چابهار |
| ۲    | مرجان چابهار                 |
| ۳    | فجر چابهار                   |
| ۴    | شرکت پیشقدم چابهار           |
| ۵    | سپید بندر مکران              |
| ۶    | زورق آبی مکران               |

## فهرست شرکتهای کارگزاری ترابری دریایی فعال دارای مجوز تخلیه و بارگیری در بندر چابهار
| ردیف | نام شرکت                  | موضوع فعالیت                           | نوع دفتر |
| ۱    | مسلم چابهار               | تخلیه و بارگیری و بارشماری             | مرکزی    |
| ۲    | سپید بندر مکران           | تخلیه و بارگیری                        | مرکزی    |
| ۳    | ستایش چابهار              | تخلیه و بارگیری                        | مرکزی    |
| ۴    | مرجان چابهار              | تخلیه و بارگیری بارشماری               | مرکزی    |
| ۵    | زورق آبی مکران            | تخلیه و بارگیری                        | مرکزی    |
| ۶    | مکران پارت                | تخلیه و بارگیری بارشماری               | مرکزی    |
| ۷    | خدمات دریایی و بندری کاوه | تخلیه و بارگیری راهبری پایانه‌های بندری | شعبه     |
| ۸    | فجر چابهار                | تخلیه و بارگیری                        | مرکزی    |
| ۹    | نخل بلوچ                  | تخلیه و بارگیری                        | مرکزی    |
| ۱۰   | جهان آبراه گستر           | تخلیه و بارگیری                        | مرکزی    |

1. ↑  «خبرگزاری فارس». بایگانی‌شده از اصلی در ۵ ژوئن ۲۰۱۵. دریافت‌شده در ۱۲ آوریل ۲۰۱۰.
2. 1 2 3 4 5 6 7  دریانوردی، سازمان بنادر و. «اداره کل بنادر و دریانوردی سیستان و بلوچستان». سازمان بنادر و دریانوردی. بایگانی‌شده از اصلی در ۱۴ نوامبر ۲۰۲۱. دریافت‌شده در ۲۰۲۱-۱۲-۱۹.
3. ↑  «سازمان بنادر و دریانوردی». بایگانی‌شده از اصلی در ۵ ژانویه ۲۰۱۱. دریافت‌شده در ۱۲ آوریل ۲۰۱۰.